# Deutsche Jazz Föderation
Die Deutsche Jazz Föderation e. V. ist eine Interessenvertretung von Jazzclubs und anderen Jazz-Veranstaltern.

## Geschichte
Olaf Hudtwalcker und Horst Lippmann aus Frankfurt, Dietrich Schulz-Köhn aus Köln, Dieter Zimmerle aus Stuttgart und Hans Blüthner aus Berlin hatten für die Hot Clubs, in deren Vorstand sie waren, die weiteren Vereine im Winter 1949/50 in einem Rundbrief aufgefordert, mögliche Inhalte und Ziele eines Zusammenschlusses der Jazzinitiativen zu formulieren. Im April 1950 veröffentlichte dann der Manager des (mitgliederstärksten) Hamburger Anglo-German Swing Clubs einen Aufruf, sich unter Führung Hamburgs zu einer „Interessenvertretung auf breitester Basis“ zusammenzuschließen: „Wir schlagen vor, daß sich sämtliche Clubs und Personen, die sich in Deutschland ernsthaft mit dem Jazz befassen zu einer Deutschen Jazz Föderation zusammenschließen.“ Im Herbst 1950 trafen sich die Vertreter der süd- und westdeutschen Hot Clubs zu einer Arbeitstagung, auf der sie unter anderem ihr Grundverständnis von der Funktion eines Zusammenschlusses formulierten. Auf der 4. Arbeitstagung der Arbeitsgemeinschaft westdeutscher Hot-Clubs am 21. Oktober 1951 schlossen sich die westdeutschen und Berliner Jazzclubs in Mülheim an der Ruhr zusammen; Dieter Zimmerle wurde zum ersten Präsidenten gewählt. Am 4. Mai 1952 wurde die erarbeitete Satzung angenommen und die Eintragung ins Vereinsregister beschlossen. Zu diesem Zeitpunkt gehören bereits 21 Clubs der Deutschen Jazz Föderation an. Bereits im Mai 1953 fand in Frankfurt am Main ihr erstes Deutsches Jazzfestival statt, das jährlich wiederholt wurde.
1955 übernahm Olaf Hudtwalcker Zimmerles Nachfolge als Präsident. Hudtwalcker sah seine Aufgabe in dem Versuch, dem Jazz zur gebührenden Anerkennung zu verhelfen. Konzerttourneen unter dem Patronat der Deutschen Jazz Föderation mit ausgewählten Musikern machten Behörden und kulturelle Institutionen, die noch vor kurzem dem Jazz jeglichen künstlerischen Wert abgesprochen hatten, auf die Deutsche Jazz Föderation und ihre Clubs aufmerksam. Als 1966 Wolfram Röhrig zum Präsidenten der Deutschen Jazz Föderation gewählt wurde, galt die Integration in das allgemeine Kultur- und Musikleben als Hauptaufgabe. Am 16. April 1996 folgte ihm Bernd Konrad als Vorsitzender, der 2000 von Walter Schätzlein aus Nürnberg abgelöst wurde. 2001 übernahm Ihno von Hasselt den Vorsitz, dem im Juni 2003 Suzette Yvonne Moissl folgte.

## Aktuelle Arbeitsschwerpunkte
Neben Hilfs- und Beratungsangeboten für die Vereinsmitglieder und der kulturpolitischen Interessensvertretung ist die Vereinigung auch bei Jazzahead und weiteren Projekten im Bereich der Öffentlichkeitsarbeit für den Jazz engagiert. Im Deutschen Musikrat setzt sie sich auch für die Interessen der so genannten „Freien Szene“ von Veranstaltern ein, die nicht in einer eigenen Lobby organisiert ist.
Die Vereinigung verleiht weiterhin den Ehrentitel Deutscher Jazzbotschafter in unregelmäßigen Abständen an Persönlichkeiten aus der Deutschen Jazzkultur für deren persönliches Engagement in der Vergangenheit – aber auch als Ermutigung für dessen Fortführung. Mit diesem Titel wurden Barbara Dennerlein (2003) und Till Brönner (2006) ausgezeichnet.